# Gračič
Gračič je naselje v Občini Zreče.